# Belene (Arbeitslager)

Belene

Das Lager Belene wurde auf der gleichnamigen Insel als erstes Arbeitslager in Bulgarien nach der Ergreifung der Macht durch die Bulgarische Kommunistische Partei und die „Vaterländische Front“ 1944 errichtet. In den Jahren 1949 bis 1989 wurden während der Herrschaft der Kommunisten viele Regimegegner und so genannte "Konterrevolutionäre" auf die Insel deportiert und dort ermordet. Die Einweisung in das Lager war meist politisch motiviert. Gründe dafür konnten sein: die Zerstörung von Stalindenkmälern, Hilfeleistung für feindliche (deutsche) Soldaten, die Zugehörigkeit zur römisch-katholischen Kirche in Bulgarien oder zum Bauernverband, eine im nicht-kommunistischen Ausland absolvierte Ausbildung, Spionage für den „anglo-amerikanischen Kapitalismus“ oder Kritik an der sowjetischen Militärpräsenz in Bulgarien etc.
Das Lager wurde von der bulgarischen Staatssicherheit betrieben. Die Gefangenen waren in der Landwirtschaft tätig: 600.000 m² Gemüseanbau, Viehzucht, intensiver Hanfanbau mit einer kleinen Fabrik für Hanfseile. Offiziell hieß das Lager „Arbeits- und Umerziehungslager“. In der heutigen bulgarischen Geschichtsschreibung wird es jedoch oft als „Konzentrationslager“ bezeichnet. In dem Lager kamen tausende von Gefangenen wegen Hunger und Erschöpfung durch Arbeit um. Ein Gefangener berichtete: „Wir arbeiteten 70–80 Stunden hintereinander, um ein Schiff mit 100 t Steinen auszuladen. Der Befehl lautete, dass es erst wieder Essen gibt, wenn das Schiff ausgeladen ist“.
Offiziell wurde das Arbeits- und Umerziehungslager 1962 geschlossen. Die Inseln wurden aber auch danach als Gefangenenlager genutzt. Beispielsweise wurden zwischen 1985 und 1989 bulgarische Türken, die sich der Bulgarisierung widersetzten, auf der Insel interniert.
Die ehemaligen Gefangenen des Arbeits- und Umerziehungslager Belene treffen sich jährlich im Frühjahr zu einem Gedenktag auf der Insel. Die Aufarbeitung ist auch nach dem Fall des Kommunismus in Bulgarien schwer, denn die Archive der ehemalige Staatssicherheit sind noch immer geschlossen, obwohl deren Öffnung ein Punkt in dem Assoziierungsvertrag mit der EU war. Der Öffnung der Archive widersetzen sich vor allem Kreise in der Nachfolgepartei der Kommunisten, der Bulgarischen Sozialistischen Partei. Bis heute hat keiner der Betroffenen eine Entschädigung bekommen.
Bis heute befindet sich im Westen der Insel ein Gefängnis, das schon früher parallel zum Arbeitslager betrieben wurde. Die Verbindung zum Festland besteht aus einer kleinen Pontonbrücke, die für Autos befahrbar ist. Um die Brücke betreten zu können, muss man die Gefängnisverwaltung des heutigen Gefängnisses der Insel passieren, die sich am Stadtufer von Belene befindet. Das Betreten der Hauptinsel Belene ist Touristen untersagt.
Das Lager und einige Überlebende sind Gegenstand der ZDF-Dokumentation „Vorwärts aber nie vergessen! Ballade über bulgarische Helden“, die von dem Mainzer Stadtschreiber bulgarischer Herkunft Ilija Trojanow 2007 gedreht wurde.